# Tomáš Julínek
Tomáš Julínek, né le 7 novembre 1956 à Brno, est un homme politique et médecin tchèque.